# Amphidrina perversa
Amphidrina perversa är en fjärilsart som beskrevs av Embrik Strand 1921. Amphidrina perversa ingår i släktet Amphidrina och familjen nattflyn. Inga underarter finns listade i Catalogue of Life.